# استان خودمختار قرا-قرقیز
استان خودمختار قرا-قرقیز (به لاتین: Kara-Kirghiz Autonomous Oblast) یکی از ابلاست‌های خودمختار اتحاد شوروی در اتحاد جماهیر شوروی سوسیالیستی است که در جمهوری فدراتیو سوسیالیستی روسیه شوروی واقع شده بود. این استان در منطقه پیشین آسیای مرکزی شوروی، در ۱۴ اکتبر ۱۹۲۴ در داخل روسیه شوروی از بخش عمدتاً قرقیز نشین جمهوری خودمختار شوروی سوسیالیستی ترکستان ایجاد شد. در ۱۵ مه ۱۹۲۵ به استان خودمختار قرقیزستان تغییر نام داد. در ۱۱ فوریه ۱۹۲۶ به اتحاد جماهیر شوروی قرقیزستان (نباید با اتحاد جماهیر شوروی قرقیزستان که اولین نام اتحاد جماهیر شوروی قزاقستان بود اشتباه گرفته شود). این استان در ۵ دسامبر ۱۹۳۶ به اتحاد جماهیر شوروی قرقیزستان، یکی از جمهوری‌های تشکیل دهنده اتحاد جماهیر شوروی تبدیل شد.